# Achun
Ne doit pas être confondu avec Achain.
Achun est une commune française, située dans le département de la Nièvre en région Bourgogne-Franche-Comté.

## Géographie
Achun est une commune située dans le département de la Nièvre, dans l’arrondissement de Château-Chinon. La superficie de la commune est de 2 451 hectares. Son altitude varie entre 243 et 317 mètres. Elle compte 159 habitants en 2020, appelés les Achunois.
Le village est implanté dans le quart nord-est de la Nièvre, à environ 50 km de Nevers (par la route). Il est situé à 32 km de Prémery et à 25 km au nord-ouest de Château-Chinon, son chef-lieu d'arrondissement.

### Localisation

#### Lieux-dits et écarts
Outre le bourg, Achun regroupe quelques hameaux et habitations isolés : Bussy, Chavance, le Coudray, Fusilly, Pain, Roche et Varigny.

### Géologie

#### Géologie
Les roches affleurantes datent du Jurassique inférieur. Il s'agit de calcaires à gryphées, puis marno-calcaires et marnes gris-bleu à gryphées du Sinémurien dans le bourg principal, et de marnes gris-foncé, alternances de calcaires argileux et de marnes du Pliensbachien inférieur aux alentours.

#### Hydrogéologie
L'aquifère sous la commune d'Achun correspond à celui des calcaires et marnes du Lias du Berry libre. Le milieu présente une double porosité au niveau du centre-bourg : matricielle et fracturée. En périphérie du centre-bourg, le milieu est poreux.

### Hydrographie
La commune est traversée par le ruisseau du Bas Fort. Ce ruisseau, long de 5,55 km, prend sa source à Aunay-en-Bazois, et se jette dans Le Trait, dans la commune de Ougny. Il appartient à la masse d'eau de l'Aron du Trait au Guignon, dans le bassin Loire-Bretagne.

### Climat
Pour des articles plus généraux, voir Climat de la Bourgogne-Franche-Comté et Climat de la Nièvre.
En 2010, le climat de la commune est de type climat océanique dégradé des plaines du Centre et du Nord, selon une étude du Centre national de la recherche scientifique s'appuyant sur une série de données couvrant la période 1971-2000. En 2020, Météo-France publie une typologie des climats de la France métropolitaine dans laquelle la commune est exposée à un climat océanique altéré et est dans la région climatique Centre et contreforts nord du Massif Central, caractérisée par un air sec en été et un bon ensoleillement.
Pour la période 1971-2000, la température annuelle moyenne est de 10,8 °C, avec une amplitude thermique annuelle de 16 °C. Le cumul annuel moyen de précipitations est de 926 mm, avec 13,1 jours de précipitations en janvier et 8,5 jours en juillet. Pour la période 1991-2020, la température moyenne annuelle observée sur la station météorologique de Météo-France la plus proche, « Chateau Chinon », sur la commune de Château-Chinon (Ville) à 20 km à vol d'oiseau, est de 10,5 °C et le cumul annuel moyen de précipitations est de 1 252,3 mm. 
La température maximale relevée sur cette station est de 38,8 °C, atteinte le 25 juillet 2019 ; la température minimale est de −21,3 °C, atteinte le 10 février 1956,,.
Les paramètres climatiques de la commune ont été estimés pour le milieu du siècle (2041-2070) selon différents scénarios d'émission de gaz à effet de serre à partir des nouvelles projections climatiques de référence DRIAS-2020. Ils sont consultables sur un site dédié publié par Météo-France en novembre 2022.

### Milieux naturels et biodiversité
Trois espaces protégés sont présents sur la commune. Il s'agit de deux ZNIEFF de type 1 : l'un couvrant les étangs de vaux, neuf et gouffier et les ruisseaux environnants, l'autre recouvre les bois, prairies et mares à Saint-Maurice et Aunay-en-Bazois. Un ZNIEFF de type 2, protège, quant à lui, le bocage du Bazois. Trois espèces en liste rouge régionale ont été recensées sur le territoire : la sarcelle d'hiver, la bécassine des marais et le busard des roseaux.

## Urbanisme

### Typologie
Au 1er janvier 2024, Achun est catégorisée commune rurale à habitat très dispersé, selon la nouvelle grille communale de densité à sept niveaux définie par l'Insee en 2022.
Elle est située hors unité urbaine et hors attraction des villes,.

### Occupation des sols
L'occupation des sols de la commune, telle qu'elle ressort de la base de données européenne d’occupation biophysique des sols Corine Land Cover (CLC), est marquée par l'importance des territoires agricoles (72,8 % en 2018), une proportion identique à celle de 1990 (72,8 %). La répartition détaillée en 2018 est la suivante : prairies (41,4 %), terres arables (30,2 %), forêts (24,8 %), milieux à végétation arbustive et/ou herbacée (2,4 %), zones agricoles hétérogènes (1,2 %). L'évolution de l’occupation des sols de la commune et de ses infrastructures peut être observée sur les différentes représentations cartographiques du territoire : la carte de Cassini (XVIIIe siècle), la carte d'état-major (1820-1866) et les cartes ou photos aériennes de l'IGN pour la période actuelle (1950 à aujourd'hui).

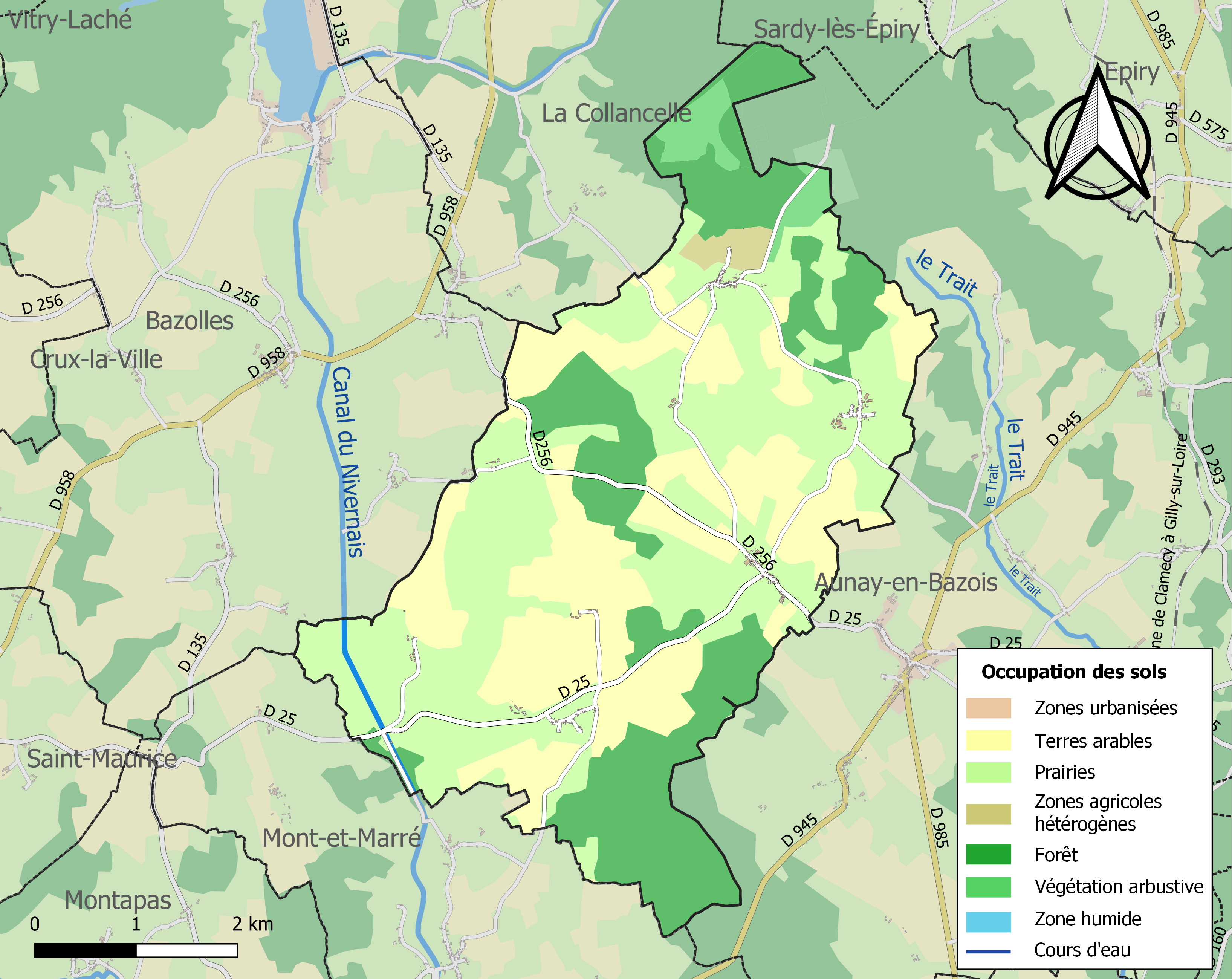
Carte des infrastructures et de l'occupation des sols de la commune en 2018 (CLC).

## Toponymie
- Au fil des siècles, on relève les formes suivantes du nom de la commune : Scaduno (1130), Eschaum (1266), Eschadunum (1270), Escadunum (1287), Aschung (1547), Aschuin (1614), Achain (1767), Achun (1793)[17].

Du gaulois esca-, isca-, « eau » et du radical indo-européen *dhun-, associant un relief et un habitat défendu « dune », à l’origine d’une racine celtique *dhuno dont le premier sens aurait été « clôture, zone enclose », d’où le gaulois  dūnum qui a pris le sens de « citadelle, enceinte fortifiée » et, par métonymie, celui de « colline, mont » puisque la plupart des citadelles étaient bâties sur des hauteurs. Les eaux sont celles de l’Alnain qui traverse le village.

## Histoire
La première mention du nom de la commune remonte à 1130 : Scaduno.
Sous l'Ancien Régime, Achun relevait de la province du Nivernais, du diocèse de Nevers, du parlement de Paris, de l'intendance de Moulins, de l'élection de Nevers pour 57 feux et de celle de Château-Chinon pour 18 feux.
En 1687, Noël de Rambault, seigneur, prieur de Saint-Honoré, official et vicaire de l’évêque de Nevers garde la possession et la jouissance de la chapelle de Notre-Dame de Coudray, fondée en l’église paroissiale d’Achun.
Le 14 août 1808, l’ancien seigneur d’Achun, Louis-François de Bréchard, lègue par testament une somme de 21 600 F pour la construction d’un hospice de quatre lits destiné aux pauvres malades d’Achun et 500 F de rente pour l’entretien d’une femme employée au service de cet hospice mais ce testament est contesté, quelque temps plus tard, par ses héritiers.
En 1891, dans la nuit du 22 au 23 février, un incendie volontaire provoque la destruction de quatre maisons, deux granges et trois écuries au hameau de Fusilly ; l'incendiaire, une veuve de 60 ans, journalière, est arrêtée quelques jours plus tard.
En 1904, la région connaît une grève de bûcherons à peu près générale ; ici ou là, des bagarres éclatent entre grévistes et non-grévistes, comme à Achun, dans la forêt Blin, où quatre grévistes sont blessés à coups de cognée, entraînant l’intervention de la gendarmerie.
En 1906, le nombre d'habitants d’Achun, qui compte 146 maisons, s'élève à 470 individus. La commune compte un instituteur, trois cantonniers et trois gardes particuliers. Les commerçants sont moins d’une dizaine : quatre aubergistes, une épicière et un agent d’assurances. Les artisans sont plus nombreux : sept couturières, cinq jardiniers, cinq basse-couriers, deux éclusiers, deux blanchisseuses, deux huilières, deux charrons, deux maçons, deux maréchaux-ferrants, deux tailleurs de pierre, un carrossier, un tailleur, un sabotier... La profession la plus représentée est celle de cultivateur (53), suivie par les bûcherons (26), les domestiques - de maison ou de ferme - (22), les ouvriers agricoles (21), les fermiers (19) et les journaliers (17). L’hospice emploie une directrice, deux infirmières et un jardinier. À Chavance, on note la présence d’un cocher, un valet d’écurie, une fille de peine, un valet de chambre, une femme de chambre et un jardinier. Au total, on relève à Achun trente-quatre professions différentes. Il n’y a, selon le recensement de 1906, ni curé ni médecin ni notaire ni sage-femme dans la commune. Enfin, treize enfants de l’assistance sont placés dans des familles d’accueil du village.
Pendant la Première Guerre mondiale, on trouve à Achun une « ambulance », c’est-à-dire un hôpital militaire provisoire.

### Curés
- 1636 : Guy Perrot, prêtre, prieur d’Achun.
- 1666 : Sébastien Gaudot.
- 1721 : Jean Faulquier, prêtre, curé et prieur d’Achun.

### Seigneurs
- 1636 : Charles de Tespes, seigneur de Varigny[25].
- 1673 : Jean de Tespes, écuyer, seigneur de Varigny.
- 1700 : Gaspard de Champs, écuyer, seigneur de Bussy, paroisse d’Achun.
- 1755 : Jean-François de Bréchard, chevalier, seigneur de Bussy, Achun, Pouilly, Champcourt et autres lieux[26].
- 1793 : Louis-François de Bréchard[27].

## Politique et administration

### Liste des maires
| Période   | Période   | Identité         | Étiquette | Qualité                                                                             |
| --------- | --------- | ---------------- | --------- | ----------------------------------------------------------------------------------- |
| mars 2001 | mars 2008 | Albéric Larue    |           |                                                                                     |
| mars 2008 | En cours  | Dominique Joyeux | DVG       | Retraitée de l'enseignement, Réélue en 2014 présidente de la communauté de communes |

### Tendances politiques et résultats
Le résultat de l'élection présidentielle de 2012 dans cette commune est le suivant :
| Candidat       | Candidat                    | Premier tour | Premier tour | Second tour | Second tour |
| Candidat       | Candidat                    | Voix         | %            | Voix        | %           |
| -------------- | --------------------------- | ------------ | ------------ | ----------- | ----------- |
|                | Eva Joly (EÉLV)             | 0            | 0,00         |             |             |
|                | Marine Le Pen (FN)          | 26           | 29,89        |             |             |
|                | Nicolas Sarkozy (UMP)       | 28           | 32,18        | 35          | 40,23       |
|                | Jean-Luc Mélenchon (FG)     | 8            | 9,20         |             |             |
|                | Philippe Poutou (NPA)       | 0            | 0,00         |             |             |
|                | Nathalie Arthaud (LO)       | 1            | 1,15         |             |             |
|                | Jacques Cheminade (SP)      | 0            | 0,00         |             |             |
|                | François Bayrou (MoDem)     | 3            | 3,45         |             |             |
|                | Nicolas Dupont-Aignan (DLR) | 0            | 0,00         |             |             |
|                | François Hollande (PS)      | 21           | 24,14        | 52          | 59,77       |
|                |                             |              |              |             |             |
| Inscrits       | Inscrits                    | 111          | 100,00       | 111         | 100,00      |
| Abstentions    | Abstentions                 | 22           | 19,82        | 16          | 14,41       |
| Votants        | Votants                     | 89           | 80,18        | 95          | 85,59       |
| Blancs et nuls | Blancs et nuls              | 2            | 2,25         | 8           | 8,42        |
| Exprimés       | Exprimés                    | 87           | 97,75        | 87          | 91,58       |

Le résultat de l'élection présidentielle de 2017 dans cette commune est le suivant :
| Candidat    | Candidat                    | Premier tour | Premier tour | Deuxième tour | Deuxième tour |  |
| Candidat    | Candidat                    | %            | Voix         | %             | Voix          |  |
| ----------- | --------------------------- | ------------ | ------------ | ------------- | ------------- |  |
|             | Nicolas Dupont-Aignan (DLF) | 2,17         | 2            |               |               |  |
|             | Marine Le Pen (FN)          | 26,09        | 24           | 38,10         | 32            |  |
|             | Emmanuel Macron (EM)        | 21,74        | 20           | 61,90         | 52            |  |
|             | Benoît Hamon (PS)           | 9,78         | 9            |               |               |  |
|             | Nathalie Arthaud (LO)       | 1,09         | 1            |               |               |  |
|             | Philippe Poutou (NPA)       | 3,26         | 3            |               |               |  |
|             | Jacques Cheminade (SP)      | 0,00         | 0            |               |               |  |
|             | Jean Lassalle (RES)         | 1,09         | 1            |               |               |  |
|             | Jean-Luc Mélenchon (LFI)    | 11,96        | 11           |               |               |  |
|             | François Asselineau (UPR)   | 1,09         | 1            |               |               |  |
|             | François Fillon (LR)        | 21,74        | 20           |               |               |  |
|             |                             |              |              |               |               |  |
| Inscrits    | Inscrits                    | 108          | 100,00       | 108           | 100,00        |  |
| Abstentions | Abstentions                 | 10           | 9,26         | 12            | 11,11         |  |
| Votants     | Votants                     | 98           | 90,74        | 96            | 88,89         |  |
| Blancs      | Blancs                      | 1            | 1,02         | 9             | 9,38          |  |
| Nuls        | Nuls                        | 5            | 5,10         | 3             | 3,13          |  |
| Exprimés    | Exprimés                    | 92           | 93,88        | 84            | 87,50         |  |

## Démographie
L'évolution du nombre d'habitants est connue à travers les recensements de la population effectués dans la commune depuis 1793. Pour les communes de moins de 10 000 habitants, une enquête de recensement portant sur toute la population est réalisée tous les cinq ans, les populations de référence des années intermédiaires étant quant à elles estimées par interpolation ou extrapolation. Pour la commune, le premier recensement exhaustif entrant dans le cadre du nouveau dispositif a été réalisé en 2005.

En 2022, la commune comptait 160 habitants, en évolution de +0,63 % par rapport à 2016 (Nièvre : −3,28 %, France hors Mayotte : +2,11 %).
| 1793 | 1800 | 1806 | 1821 | 1831 | 1836 | 1841 | 1846 | 1851 |
| ---- | ---- | ---- | ---- | ---- | ---- | ---- | ---- | ---- |
| 600  | 602  | 616  | 655  | 611  | 585  | 700  | 629  | 668  |

| 1856 | 1861 | 1866 | 1872 | 1876 | 1881 | 1886 | 1891 | 1896 |
| ---- | ---- | ---- | ---- | ---- | ---- | ---- | ---- | ---- |
| 650  | 631  | 626  | 619  | 602  | 575  | 592  | 541  | 525  |

| 1901 | 1906 | 1911 | 1921 | 1926 | 1931 | 1936 | 1946 | 1954 |
| ---- | ---- | ---- | ---- | ---- | ---- | ---- | ---- | ---- |
| 492  | 472  | 461  | 386  | 366  | 354  | 304  | 321  | 263  |

| 1962 | 1968 | 1975 | 1982 | 1990 | 1999 | 2005 | 2006 | 2010 |
| ---- | ---- | ---- | ---- | ---- | ---- | ---- | ---- | ---- |
| 278  | 279  | 201  | 177  | 174  | 170  | 152  | 151  | 142  |

| 2015 | 2020 | 2022 | - | - | - | - | - | - |
| ---- | ---- | ---- | - | - | - | - | - | - |
| 155  | 159  | 160  | - | - | - | - | - | - |

## Culture locale et patrimoine

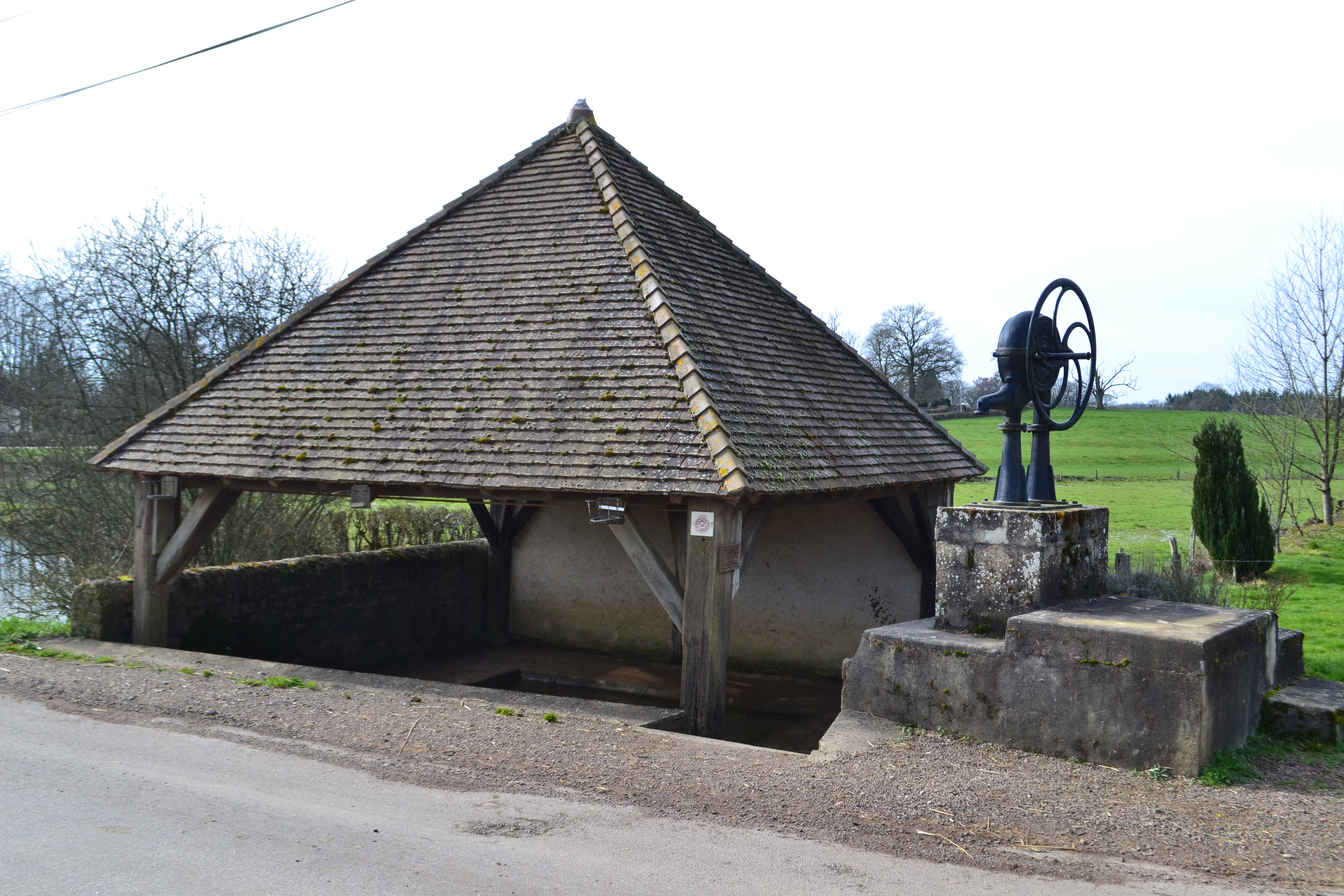
Le lavoir.

### Lieux et monuments
- Il n'y a plus d'église à Achun mais il existe un croquis de ses ruines, daté de 1836, œuvre de Jean-Claude Barat. L’église d’Achun était dédiée à saint Georges[35].
- Château d'Achun, bâtisse du XVIIIe siècle.
- Hospice des Sœurs de la charité, au sud-est du bourg, fondé en 1808 par Louis-François de Bréchard. Les Sœurs de la charité de Nevers s'en occupèrent par la suite. Il s'agit d'une construction en pierre de taille. Elle conserve le chœur d'une chapelle, faisant partie de la fondation de l'hospice.
- Escalier de trois écluses de Chavance.
- Lavoir typiquement régional, recouvert en tuile bourguignonne sur une charpente rustique.
- En 2015, une réplique du tableau Labourage nivernais de Rosa Bonheur (1849), dont l’original se trouve à Paris au musée d'Orsay, est installée dans la salle de réception de la mairie[36].

### Personnalités liées à la commune
- Louis-François de Bréchard (1764-1809).
- Théodore Tenaille de Saligny qui vécut au château d'Achun.
- La famille Chougny donna plusieurs champions cyclistes à la Nièvre : Ernest, né à Achun le 1er mai 1908 ; Bernard, né le 17 novembre 1937 et Robert, né le 27 juin 1944.

## Pour approfondir